# 衝鋒陷陣
《衝鋒陷陣》（英語：Charged Up）是香港歌手黎明的迷你專輯，全碟由雷頌德編曲及監製，專輯於2002年5月21日由新力唱片首次發行；歌曲〈衝鋒陷陣〉國語版是2002年國際足協世界盃大中華區官方主題曲，由雷頌德作曲、周耀輝填詞、黎明主唱，於2002年3月26日在全球各大傳媒電台啟播，同時亦收錄於2002年4月發行的世界盃主題曲大碟。

## 背景及製作
《衝鋒陷陣》是配合2002年國際足協世界盃而推出的音樂作品，新力唱片於2002年1月1日凌晨宣布成為該年度世界盃的指定品牌，由黎明代表中國、香港、台灣主唱大會主題曲，這首歌的國語版本與其他各國歌手主唱的版本，一同收錄於《The Official Album Of The 2002 FIFA World Cup》，歌曲音樂短片在香港大球場拍攝，內容包括踢足球、打乒乓球、為中國隊打氣及一些的士高氣氛高漲的畫面，短片於2002年5月20日在一所的士高舉行首播會。粵語歌曲〈衝鋒陷陣〉收錄於《衝鋒陷陣》迷你專輯，專輯同時收錄了歌曲〈最美時光〉，這是香港公益金30週年主題曲，由黎明作曲及主唱，歌曲名字於1998年5月14日由當時的香港特別行政區行政長官夫人董趙洪娉從3個候選名字中選出，她認為無論施與受，只要有善事，就會有美好時光，因此選擇以「最美時光」為歌曲命名，專輯的宣傳海報以中國國旗的紅色為主色，黎明以足球員造型擺出射球的姿勢，海報下方展示出「LEON世界盃《衝鋒陷陣》」、「衝鋒陷陣（廣東版）」、「最美時光」等字句，建議零售價為港幣29元。

## 曲目列表
以下是《衝鋒陷陣》迷你專輯的曲目列表：
| CD       | CD       | CD       | CD       | CD                               | CD   |
| 曲序     | 曲目     |          | 作曲     | 备注                             | 时长 |
| -------- | -------- | -------- | -------- | -------------------------------- | ---- |
| 1.       | 衝鋒陷陣 | 甄健強   | 雷頌德   | 2002年中港台世界盃宣傳歌曲廣東版 | 3:07 |
| 2.       | 最美時光 | 潘源良   | 黎明     | 香港公益金30週年主題曲           | 3:15 |
| 总时长： | 总时长： | 总时长： | 总时长： | 总时长：                         | 6:22 |

## 幕後製作人員
以下是《衝鋒陷陣》迷你專輯的幕後製作人員名單：
- 樂器：雷頌德（曲目1）
- 和音：A-E-O（曲目1）、黎明（曲目1）
- 混音：岡村弦（曲目1）
- 錄音：岡村弦（曲目1）、Simon Chan（曲目1）
- 美術指導、攝影：張文華
- A&R：Belle Lok
- 執行製作人：王凱文
- 編曲、監製：雷頌德
- 出品人：Ariel Fung
- 經理人公司：百事活娛樂事業有限公司

## 流行榜成績
以下是《衝鋒陷陣》迷你專輯的派台歌曲名單，以及其歌曲在香港四大電子媒體音樂流行榜的最高位置。
| 派台歌曲／流行榜 | 903專業推介 | 中文歌曲龍虎榜 | 新城電台勁爆本地榜 | 勁歌金榜 | 參考                 |
| ---------------- | ----------- | -------------- | ------------------ | -------- | -------------------- |
| 〈衝鋒陷陣〉     | 第9位       | 冠軍           | 季軍               | 未能上榜 | [ 14 ] [ 15 ] [ 16 ] |

## 獎項
以下是黎明憑《衝鋒陷陣》音樂作品獲頒發的獎項：
- 香港電台普通話台第二屆全球華語歌曲排行榜頒獎音樂會——二十大金曲〈衝鋒陷陣〉[17]
- 香港電台普通話台第二屆全球華語歌曲排行榜頒獎音樂會——最佳傳媒推薦榮譽大獎[18]